# 民工

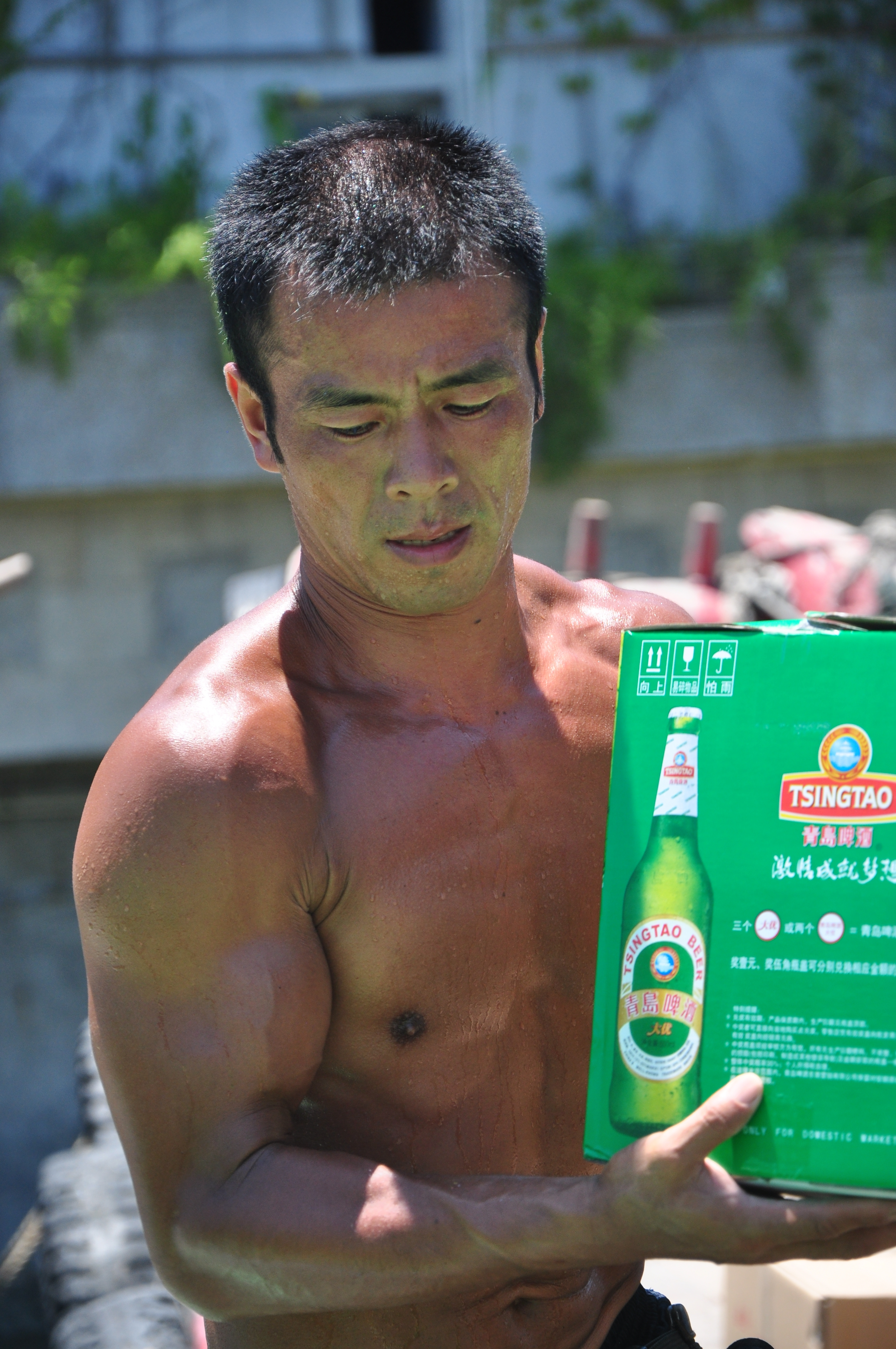
中国の民工

民工（みんこう）/農民工（のうみんこう）とは、中華人民共和国において、農村から都市に出かけて就労する、農村に戸籍（戸口）を持つ者をいう。いわゆる出稼ぎ農民と対比されるが、農民工は中国独特の存在である。農民工は、広義と狭義の2種類があり、広義では農村に定着しながら地元の郷鎮企業で働く者と、地元農村を離れいくつもの地方都市で複数の企業を渡り歩く者とを含み、それら以外の者が、狭義の農民工である。
中国国家統計局によると2023年の2億9,753万人であり全人口の約2割を占め、このうち前述地元企業で働くもの以外の者が、故郷を離れて都市部で働く狭義の農民工が、1億7,658万人と発表している。統計を取り始めた2008年以降、2020年の2019年コロナウイルス感染症流行により、都市から離さざるえなかった農民工が多数生じたことによる減少があった2020年を除き増加しており、農民工の人口が最多となった。
平均月収は4,780元（約10万2,974円）であり、最終学歴の内訳が小卒13.8％、中卒52.1％、高卒17.5％となり、短大卒以上15.8％であった。また、40歳以下の農民工は農民工全体の約44.6％を占めているものの、農民工の平均年齢が43.1歳(狭義の農民工は38.9歳）と高齢化は進んでおり、持続的に給与が上昇している状況であり、企業の雇用負担が増加していることが指摘されている。
更に、都市部で働く農民工の半数近くが、都市部を自らの地元と認識している。

## 背景としての都市と農村の二重構造
中国においては、都市（城鎮）と農村（郷村）、都市住民（居民）と農民（農民）という法体系上の差別が存在している。中華人民共和国憲法は、法の下の市民の平等を規定しているが、実際には都市と農村との間に大きな格差が存在しており、都市と農村という二元的な管理構造が中国社会の大きな特徴となっている。
国有企業が計画経済体制のもとで活動していた1980年代半ばまで、都市労働者については、一律いわゆる「固定工」システムがとられ、学校を卒業すれば、国から職が行政的に分配され、基本的に定年までその職場で勤務した。いわば、都市労働者の就業は基本的に国によって保障されていたのである。職場は生産組織として「労働＝報酬」という単純な経済的機能にとどまらず、都市住民の生活基盤にかかわる包括的な機能を果たした。それは国家による国民把握のための基本単位ともなり、文字通り「単位（ダンウェイ）」と呼ばれた。
「単位」は各種生活物資や住宅の配給、医療・年金などの社会保障、食堂・浴場・保育園・学校・商店・理髪店・娯楽施設などの社会サービスを従業員に提供し、ゆりかごから墓場まで「単位」が面倒みる社会が実現した。都市住民に対するさまざまな社会保障制度は、食いっぱぐれがないという意味で「鉄飯碗」（割れない茶碗）と形容された。
このシステムが実現可能だったのは、農村からの人口移動を戸籍制度によって厳しく制限し、都市を閉じられた空間にできたからである。大都市を中心に発達した工業は、ごく一部を除き国有化され、そこで働く労働者は国営企業の従業員として、公務員に準ずる待遇を得た。
これに対し建国直後の毛沢東の土地改革によりいったんは農民の私有とされた土地が、1950年代半ばの農業集団所有化によって集団所有へと移行したため、農村では集団所有制が所有制の基軸を形成した。そして、集団所有のもとにおかれた農村住民に対しては、自給自足を前提にして、社会保障制度の対象から外され政府からの十分な保護を受けることができなかった。それでも経済的に恵まれた少数の人民公社は集団所有制のメリットを発揮して互助的な生活環境を維持できたが、大半の人民公社は厳しい貧困に直面していた。
このように、都市と農村、都市住民と農民という差別は、所有制による差別を基礎に成立しているともいえる。

## 改革開放路線と農民工の登場
1978年の中国共産党第十一期中央委員会第三回全体会議で「改革開放」路線が打ち出され、市場経済への移行が進むにともない、このような関係は急速に解消され、国有企業に解雇権が与えられる一方、労働者にも職業選択の自由が与えられ、労働力市場が形成されることになった。これにより国有企業は終身雇用制から転換して、労働契約制に移行することになった。
当初は普及しなかった労働契約制は、1993年の中華人民共和国公司法の制定により国有企業が株式会社に移行し始めたこと、1994年の中華人民共和国労働法の制定が労働契約制への全面的な移行を促したことにより、急速に普及した。労働契約の普及は、多様な雇用形態を生み出し、安価な賃金を前提とする労働力市場の拡大が中国経済の拡大を支えるという構図を確立する一方、安価な労働力を確保する必要性が、労働者の権利をなおざりにする傾向を助長した。
貧しい農村地域からも、賃金収入を求めて大量の労働者である「農民工」とその家族が都市へ流入した。当初は「盲流」すなわち目的なき（人口）流動と呼ばれたこの人たちは、後に「民工潮」と言い表され、都市と農村をつなぎ、伝統的二重構造を崩壊させる存在として注目された。しかし、彼らは職を得て都市に定住しても、戸籍は出身地の農村に置かれたままになり、都市戸籍を得られるわけでない。
このような「農民工」の多くは、二級市民として差別され、貧困から抜け出せない生活を余儀なくされた。

## 農民工の不満
2011年6月10日広東省広州市内大敦村にて、露天商の四川省出身の出稼ぎ農民である女性が、大敦村治安防衛委員会の委員に暴行される事件が発生した。この委員は日頃から露天商から場所代を巻上げていたが、この日は女性が支払いを拒否したので暴行に及んだ。同じ境遇の者を中心に市民が事件に抗議をし、数百人が公安派出所に押しかけ、加害者の謝罪を求めた。翌日は抗議に加わる者も増え、深夜には1000人以上の群衆が集まり、車両数台がひっくり返され、バスが放火されるという事態にエスカレートし、12日には大敦村の中心部は無法状態に陥った。事態を重くみた省政府は広州軍管区の部隊2700人を出動させた。

## 二元的社会構造の変革
胡錦濤総書記政権は2002年の成立以後「和諧社会」の創出を掲げて、経済格差の是正に取り組んできた。2005年頃から新農村建設という政策を掲げて、内陸部農村の経済発展を促し、2010年頃からは労働者の最低賃金制度を普及させるとともに、大幅な賃金引き上げを実施している。また新農村建設と並行して、都市と農村の垣根を取り払う都市・農村一体化政策を段階的に実施しており、その中で農村戸籍を都市戸籍に切り替える措置も実施している。
このような政策の展開によって、安価な労働力を大量に提供してきた中国の労働市場にも、重大な変化が生じている。賃金が上昇しているだけでなく、労働力不足が問題となるようになっている。内陸の農村部から沿海部の都市地域へという労働者の流れに変化が生じていることが原因の一つである。
2011年の春節後、広東省では農民工の約2割が、帰郷したまま職場に復帰しなかった。出身地の四川省などで、賃金が上昇して、春節期間中に地元企業に転職してしまった農民工が多くいたためである。広東省には2010年時点で2600万人を超える農民工が流入していると見られるが、その内多くは四川省や重慶市の出身であるが、両者とも農民に都市戸籍を与え、Uターンを促している。重慶市では2010年8月から10年計画で、市内農村人口の約7割にあたる1000万人を対象に、農村戸籍から都市戸籍への切り換えを進める。

## 農民工の第一世代と新世代
1990年から2000年代の初期、広い地域をまたがって内陸部から東部に大移動した農民工の大半は、1960年代から1970年代までの生まれで、出稼ぎの目的は、農村にいる家族への仕送りが圧倒的に多かった。彼らは「第一世代農民工」と呼ばれ、故郷の家を建て替え、生活費や子供の教育費もある程度貯まったら、農村に戻りたいと考えていた世代であった。
「現金を稼げればよい」と単純に考え、権利意識がほとんどなく、どんな劣悪な環境でもつらい肉体労働でも不公平な待遇でも限界まで耐え抜く。2006年国家統計局の調査では、彼らは都市部の労働者の半分以下の給料で働き、労働時間は1日平均9時間、休日が全くない人は全体の47パーセントだった。
これらの第一世代に対し、子供の頃から都市で暮らす彼らの子供たちや、2003年頃以降に都市に移り住んだ「80後（バーリンホウ）」「90後（ジュウリンホウ）」の若者は「新世代農民工」と呼ばれる。彼らは権利意識が高く、携帯電話やインターネットを使いこなし、横のつながりを持っているため、「泣き寝入り」などはしない。
2010年以降、日系企業で頻発した賃上げ要求ストライキは、ほとんど新世代農民工によって起こされている。

## 農民工とNGO
こうした農民工の窮状を少しでも緩和するため、彼らの権利擁護を訴える草の根NGOが、2002年・2003年ころから農民工自身によって設立されている。名前が比較的知られているNGOだけでも、全国で40を超える。

## 中国経済の減速と農民工
2015年の中国の経済成長率は実質6.9パーセントとなり、25年ぶりの低水準となった。貿易額も2009年以来の減少となった。このような中国経済の減速のなかで、製造業の集積地として中国経済を引っ張ってきた珠江デルタにおいて、「農民工」が集まらなくなるという異変が起きている。
珠江デルタ内の東莞では、2010年に月額920元（約1万6000円）だった最低賃金が2015年には月額1510元（約2万7000円）と1.6倍に、広州では1.7倍、深圳も1.8倍と高騰している。東莞では給料が払えないまま経営者が夜逃げする工場も多い。そうした情報がスマートフォンなどを通じて出稼ぎ労働者の間で広まり、さらに人を集めにくくなっている。
賃金の上昇でコスト面から沿海部での操業が厳しくなった工場を、人件費の安い東南アジアのほか、中国内陸部に移転する動きも進む。
例えば、東莞では、2010年に月額920元（約1万6000円）だった最低賃金が、2015年には1510元まで上昇し、人件費人削減のため内陸部に移転する工場が相次いだ。中国国家統計局によると、農民工は2015年に中国全国で約2億7700人おり、前年から比べて1.3パーセント増えた。内訳をみると故郷を離れる人の伸び率が0.4パーセントだったのに対し、地元で働く人の伸び率は2.7パーセントとなった。農民工の「地元志向」が数字にも表れている。
かつて内陸部は輸送の不便さがネックだったが、2005年に4万キロメートルだった高速道路網も2014年末には約11万キロメートルと3倍近く延び、輸送上のネックも解消されつつある。
中国国務院は、2016年1月に、工場移転をさらに促すため、企業活動が円滑に進められる環境整備や人材確保の施策を進めるよう、地方政府に指示した。

## 農民工と都市戸籍への転籍
習近平の中国共産党中央委員会総書記（最高指導者）就任後の2014年3月16日、中国政府は「国家新型都市化計画（2014～2020年）」（新型都市化計画）を発表した。この発表では、戸籍登録を都市規模に応じて緩和し、2020年までに1億人に居住している都市の都市戸籍を与えるという目標を掲げた。この計画の背景には、中国経済の成長減速を打破するために、農民工を中小都市への移住を促し、消費者の立場にすることで、再び経済成長を促す狙いがあった。しかしながら、この政策を進める為、大都市にある農民工居住区の取り壊しを強制的に進め、補償の無い状態で農民工たちを立ち退かせた。
2016年9月に国務院が「1億の非都市戸籍人口の転籍を推進する方案」を発表し、農民工の転籍を推進した。
また、国家発展改革委員が2019年4月8日に発表した「2019年新型都市化建設の重点任務」により、今まで常住人口100万人未満の中小都市の場合のみに農村からの移転制限が撤廃されていたが、常住人口100万人以上300万人未満の都市（貴陽、石家庄、福州、南昌など65都市）へ拡大した。但し、逆に言えば全ての都市に対して制限を撤廃したわけではないことを示しており、人口300万以上の都市は、制限が残った形となっている。
そして、常住人口300万人以上500万人未満の大都市（西安、ハルピン、青島、長春、済南など13都市）の移住の制限は、完全撤廃ではないが定住条件の緩和をし、重点グループ（都市で就職した新たな農民工、都市に居住・就職して5年以上で、かつ一家で農村から移住した住民、進学した農村学生と軍隊に入った都市住民）に対する定住制限は撤廃されている。
実際に、発表前に以下の都市で都市戸籍取得制限緩和や撤廃が行われた。
- 2019年3月に、石家庄は、戸籍取得条件を全て撤廃した中国の省都として初となった（それ以前は、安定的な住所と就業を条件としていた）。
- 2019年2月に、西安は大卒以上は年齢制限なし、大卒未満は45歳未満と緩和させた。

また、他にも非都市戸籍者が希望すれば居住証を発行し、居住証で受けられる公共サービス拡大をしている都市もある。
500万人以上の大都市（上海、北京、深圳、重慶、天津、広州、成都、南京など14都市）の場合の制限は、戸籍枠を大幅に拡大し、戸籍取得採点制度において社会保障費納付期間と住居期間を採点に占める割合を引き上げ、採点項目簡素化をするよう求められているものの残っている。例えば、深圳では大幅にポイント制を簡素化したにもかかわらず、2017年に取得を希望した者の内、4割程度しか認められなかった。
更には、上海と北京は500万人以上の都市の中で、最も取得が難しい都市としての状況が続くとの見方がある。上海の場合は、広州や深圳に比べてはるかに厳しい取得条件（居住証を7年以上保有し、その間、上海の社会保険に加入し保険料を支払っていることが必要とされ、その上で学歴に応じて申請に必要なポイント数が決められている。）を科しており、年に5,000人しか取得できないようにしている。また北京では、2018年で、取得を希望した12万4,657人の内、取得できたのは6,019人であった。
そして2018年末時点で、都市戸籍を持たない者の総人口比は約16.2％、約2.26億人であり、2015年以降縮小傾向にあるものの、都市戸籍を取得した農民工が9,000万人を超えたにもかかわらず、絶対数としては減少していない。更には、深圳、東莞では非都市戸籍者が都市戸籍者を上回る「倒挂」と呼ばれる現象が生じている。
また農民工の都市戸籍の転換は緩和したにもかかわらず進んでいない現状となっている原因は、以下の2つの立場による要因によるものである。
- 政府側の要因:公共サービスの提供に関わる負担などから無尽蔵に戸籍を与えることに躊躇する。基本的にはその都市経済の発展に役立つと思われる高学歴人材に戸籍を与える傾向がある。そのため、高学歴でない大多数の単純労働者は簡単に戸籍取得できないようになっている。
- 農民工側の要因：戸籍所在地の土地権益を手放したくないという誘因が働いている。具体的には農村の土地は集団所有地であり、その運用で得られる配当や土地使用権が存在する。これらを手放してまで都市戸籍を持つということは将来の保険を失うことを意味する。

## 農民工賃金未払い問題
農民工の約2割が建設業に従事しており、施工者ではなく、下請け会社や「包工頭」(いわゆる親方)に雇われている。また、建設業に従事する農民工は、普段は、生活費の一部としてしか賃金が支払われず。旧正月前に一括で支払われる特殊な形をとっており、工事会社から工事代金が支払慣れないことによる賃金未払いが発生してしまう確率が高い。
そうした賃金未払いを理由としたストライキが急増・多発しており、2018年中に行われた全ストライキの約8割が賃金未払いを理由とするものであった。この状況に対して、中国政府は「治欠保支(賃金不払い問題の管理と支払いの保障)三年行動計画(2017-2019)」を2017年7月に打ち出した。2か月後に『農民工賃金不払いの「ブラックリスト」への管理暫定弁法』が発表され、賃金不払い・延滞を行った企業やこれを理由として暴動などを引き起こした企業のブラックリストへの登録、「信用中国」などの情報共有サイト／プラットフォームへのブラックリストの掲載が定められ、2018年1月1日に施行された。
そして翌年の2019年6月はじめに、人力資源・社会保障部（厚生労働省に当たる）のホームページ上に、「根治欠薪進行時」(賃金不払いの根本的解決進行中)と題する賃金不払い問題の専門サイトが開設された。人力資源・社会保障部による農民工賃金不払いの「ブラックリスト」は、2018年から2019年11月まで計６回発表され、約260の企業や経営者らが「ブラックリスト」で公表された。ブラックリストに載ると、政府資金支援、政府調達、政府入札、生産許可、適正検査、融資、マーケットアクセス、税金優遇などの様々な面で制限が課される。また、賃金不払いの行政処置を促進するため、2017年年末、各地の行政担当機関に対して「農民工賃金支払いを保障する作業への審査弁法」が発表された。
そして、2019年前半で、賃金未払いを理由とする労働争議の急増を受け、中国各地にある労働人事争議調停仲裁機構が処理した労働争議案件総数は99.1万件となった。この状況に中国政府は2019年8月、『賃金保護活動の実施と農民工賃金不払い争議処理への取組に関する通知』を発表した。この発表の内容には、以下の内容が規定されることとなった。
- 農民工の賃金不払い争議案件にかかる手続きの簡易化
- 受理審査および審査判決などに要する時間の短縮

また、調停で解決できない場合に行われる仲裁審理では、各レベルの人民法院(いわゆる裁判所)が「簡易・迅速な処理を可能にする裁判仲裁手続き」に従わなければならなくなった。具体的には、仲裁審査条件に当たる争議は、当日受理し、3営業日以内に相関事項(仲裁人員、答弁、証拠提出、裁判期間など)を一括して当事者に通知すること、単純かつ少額な案件の審査判決は30日以内に短縮することが定められた。
そして、2019年12月に「農民工（出稼ぎ農民労働者）賃金支払い保障条例案」が可決され、以下の内容が盛り込まれ、2020年5月1日に施行された。
- 市場主体が責任を負い、政府が法に基づき監督・管理し、社会が連携して監督することを堅持する。
- 銀行振り込みか現金での賃金支給を明確化し、雇用単位に賃金支払いの周期、具体的な支給日に基づき賃金を満額支払うことを要求する
- 賃金の弁済責任を明確にし、政府の投資プロジェクトで必要な資金は必ず入金されなければならず、施工単位が資金を立て替えて建設を行ってはならない。
- 建設事業者が施工に必要な資金を手当てしていないときは、着工したり施工許可証を交付したりしてはならない。
- 農民工の賃金未払い「ブラックリスト」を作成する。
- 未払い賃金の支払いを拒否したときは法に基づいて強制執行を申し立てることができる。
- 犯罪の疑いがあるときは司法機関に移送して処理する。

但し、経済の低迷を背景に労働者に対する賃金未払いや社会保険料の未納といった労働トラブルが増加し、このトラブル解消を主な理由とした集団抗議行動が相次ぎ、2023年には1,789件に達し、2024年1月から同年12月16日の間に1,430件発生している。また、2024年で集団抗議活動を起こした産業別では建設業と製造業で約78%を占め、前者は不動産バブルの崩壊により、多くの開発プロジェクトが頓挫したことで資金繰りに苦しむ企業が増加したこと、後者では経済の変動に伴う外資系企業の撤退や工場移転、減産の影響を強く受けたことにより、特に沿岸部の電子機器やアパレルの工場の閉鎖が相次いだことが背景にある。

## 外部サイト
根治欠薪進行時(賃金不払いの根本的解決進行中)　農民工賃金未払い問題の専用サイト（中華人民共和国人力資源・社会保障部）